# Tê giác đen
Tê giác đen (Diceros bicornis) là một loài động vật có vú thuộc bộ guốc lẻ (Perissodactyla) sinh sống tại các khu vực miền đông và trung châu Phi bao gồm Kenya, Tanzania, Cameroon, Cộng hòa Nam Phi, Namibia và Zimbabwe. Tê giác đen là loài nằm trong danh sách các động vật đang ở tình trạng cực kỳ nguy cấp do sự săn bắn trộm thái quá để lấy sừng của chúng, được sử dụng chủ yếu để làm cán dao găm (như là một biểu tượng cho sự giàu có ở nhiều quốc gia). Ngược lại với ý kiến phổ biển cho rằng người ta dùng nó nhiều để làm thuốc kích dục, trên thực tế chỉ có một lượng nhỏ sừng tê giác đen được sử dụng như vậy.

## Đặc trưng
Tê giác đen trưởng thành cao khoảng 1,5 mét (5 ft) tính từ vai và dài khoảng 3-3,65 mét (10–12 ft). Tê giác trưởng thành cân nặng khoảng 450 đến 1360 kg (1.000-3.000 lb), với con cái nhỏ và nhẹ hơn. Hai sừng trêu đầu là keratin với sừng phía trước lớn hơn và cao tới 71 cm (28 inch). Thỉnh thoảng còn có cá thể có sừng thứ ba nhỏ hơn. Màu da của chúng phụ thuộc nhiều vào các điều kiện đất đai khu vực sinh sống và thói quen đầm mình dưới nước của chúng hơn bất kỳ các điều khác, vì thế nhiều tê giác đen trên thực tế không có màu da đen.
Tê giác đen nhỏ hơn tê giác trắng và có môi trên nhọn có thể cầm nắm được, được chúng dùng để ăn lá và cành non. Tê giác trắng có các môi vuông để ăn cỏ. Cũng có thể phân biệt tê giác đen với tê giác trắng theo kích thước hộp sọ. Hộp sọ, tai của tê giác đen nhỏ hơn và phần trán của chúng là rõ nét hơn. Tê giác đen cũng không có bướu trên vai dễ phân biệt như tê giác trắng.
Các cá thể trưởng thành thường sống riêng lẻ trong tự nhiên nhưng sẽ cặp đôi trong mùa giao phối, với con cái đi cùng với con của nó trong thời kỳ nuôi con nhỏ. Đôi khi, các con mẹ và các con (con cái) của chúng có thể tạo ra các nhóm nhỏ.

## Phân loài
Có bốn phân loài tê giác đen:
- Diceros bicornis minor: Tê giác đen trung nam, là phân loài đông nhất về số lượng, chúng đã từng phân bổ rộng khắp từ miền trung Tanzania về phía nam tới Zambia, Zimbabwe và Mozambique tới phía bắc và phía đông của Nam Phi.
- Diceros bicornis bicornis: Tê giác đen tây nam, là phân loài thích hợp nhất với các điều kiện khô cằn và bán khô cằn ở xavan của Namibia, miền nam Angola, miền tây Botswana và miền tây Nam Phi.
- Diceros bicornis michaeli: Tê giác đen Đông Phi, phân loài này có lịch sử phân bổ từ miền nam Sudan, Ethiopia, Somalia xuống tới Kenya và miền bắc-trung tâm Tanzania. Ngày nay, phạm vi phân bổ của chúng bị giới hạn chủ yếu trong vùng Tanzania.
- Diceros bicornis longipes: Tê giác đen Tây Phi, là phân loài hiếm và nguy cấp nhất. Trong lịch sử, chúng đã từng sinh sống ở khắp các xavan Tây Phi. Cuối cùng chỉ còn vài cá thể sống sót ở miền bắc Cameroon. Vào 10 tháng 11 năm 2011, Liên minh Bảo tồn Thiên nhiên Quốc tế thông báo rằng phân loài này đã tuyệt chủng.[4]

## Sự thích nghi
Tê giác đen thích nghi với môi trường sinh sống của chúng bằng các đặc trưng sau:
- Các lớp da dày bảo vệ chúng khỏi gai và các loại cỏ, lá cây sắc.
- Bàn chân của chúng là lớp đệm dày để hấp thụ các loại sốc.
- Môi trên được thích ứng với việc nắm giữ và túm lấy các vật thể nhằm hỗ trợ việc tìm kiếm lá cây và các loại thức ăn khác.
- Tai lớn có thể xoay để định hướng nguồn âm thanh.
- Mũi to và khứu giác tốt giúp chúng phát hiện ra các kẻ thù.
- Hai chiếc sừng ghê gớm được sử dụng để phòng thủ và đe dọa.

## Thức ăn và sinh sản
Tê giác đen là một loài động vật ăn cỏ chuyên ăn các loại lá cây, cành và chồi non, hoa quả và các loại cây bụi có gai. Thức ăn này của chúng góp phần làm giảm các loại cây thân gỗ và kết quả là tạo ra nhiều không gian cho các loại cỏ phát triển, đem lại lợi ích cho các động vật khác. Da của chúng là nơi sinh sống và ẩn náu của nhiều loại động vật ký sinh-là thức ăn của các loài chim như diệc bạch, là loài chim sống cùng với tê giác.
Con cái trưởng thành đạt độ tuổi sinh sản từ 4 đến 6 năm trong khi con đực mất nhiều thời gian hơn một chút, từ 7 đến 9 năm. Sự sinh sản không thấy có kiểu theo mùa rõ ràng nhưng tỷ lệ sinh con non còn sống cao có xu hướng diễn ra vào cuối mùa mưa ở các môi trường khô cằn hơn. Con non mới sinh cân nặng khoảng 38 kg (85 lb) sau 15-16 tháng mang thai, và chúng có thể chạy theo mẹ chỉ sau khoảng 3 ngày. Con non là mục tiêu săn tìm của linh cẩu và sư tử. Nói chung, khoảng thời gian giữa các lần sinh đẻ của con cái là từ 2 đến 3 năm. Tê giác đen sống từ 25 đến 40 năm nhưng trong điều kiện bị giam cầm có thể sống tới 50 năm.

## Quần thể
Trong phần lớn thế kỷ 20 thì tê giác đen là loài tê giác đông đúc nhất về số lượng. Vào khoảng năm 1900 thì số lượng của chúng có thể lên tới vài chục ngàn  con sống ở châu Phi. Trong nửa cuối thế kỷ 20 thì số lượng của chúng đã suy giảm nghiêm trọng từ con số ước tính 70.000  Lưu trữ ngày 19 tháng 11 năm 2008 tại Wayback Machine vào cuối thập niên 1960 xuống chỉ còn 10.000 - 15.000 vào năm 1981. Vào đầu thập niên 1990 thì số lượng đã giảm dưới 2.500 và vào năm 1995 thì người ta thông báo chỉ còn 2.410 tê giác đen còn sống sót. Theo Quỹ tê giác quốc tế Lưu trữ ngày 10 tháng 8 năm 2007 tại Wayback Machine, quần thể tê giác đen đã được phục hồi nhẹ tới 3.610 con vào năm 2003. Tuy nhiên, chỉ còn rất ít   Lưu trữ ngày 19 tháng 11 năm 2008 tại Wayback Machine cá thể của phân loài Tây Phi còn sống ở miền bắc Cameroon.